# ミツガシワ
ミツガシワ（三槲、Menyanthes trifoliata）は、ミツガシワ科ミツガシワ属の一属一種の多年草。日本（北海道､本州､九州）を含め北半球の主として寒冷地に分布し、湿地や浅い水中に生える。
地下茎を横に伸ばして広がる。葉は複葉で3小葉からなる。4-5月に白い花を総状花序に多数つける。
亜寒帯や高山に多いが、京都市の深泥池や東京都練馬区の三宝寺池など暖帯の一部にも孤立的に自生している。これらは氷期の生き残り（残存植物）と考えられ、これらを含む水生植物群落は天然記念物に指定されている。北海道岩内郡共和町の町の花。
睡菜（スイサイ）と称し苦味健胃薬として用いる。

## ギャラリー

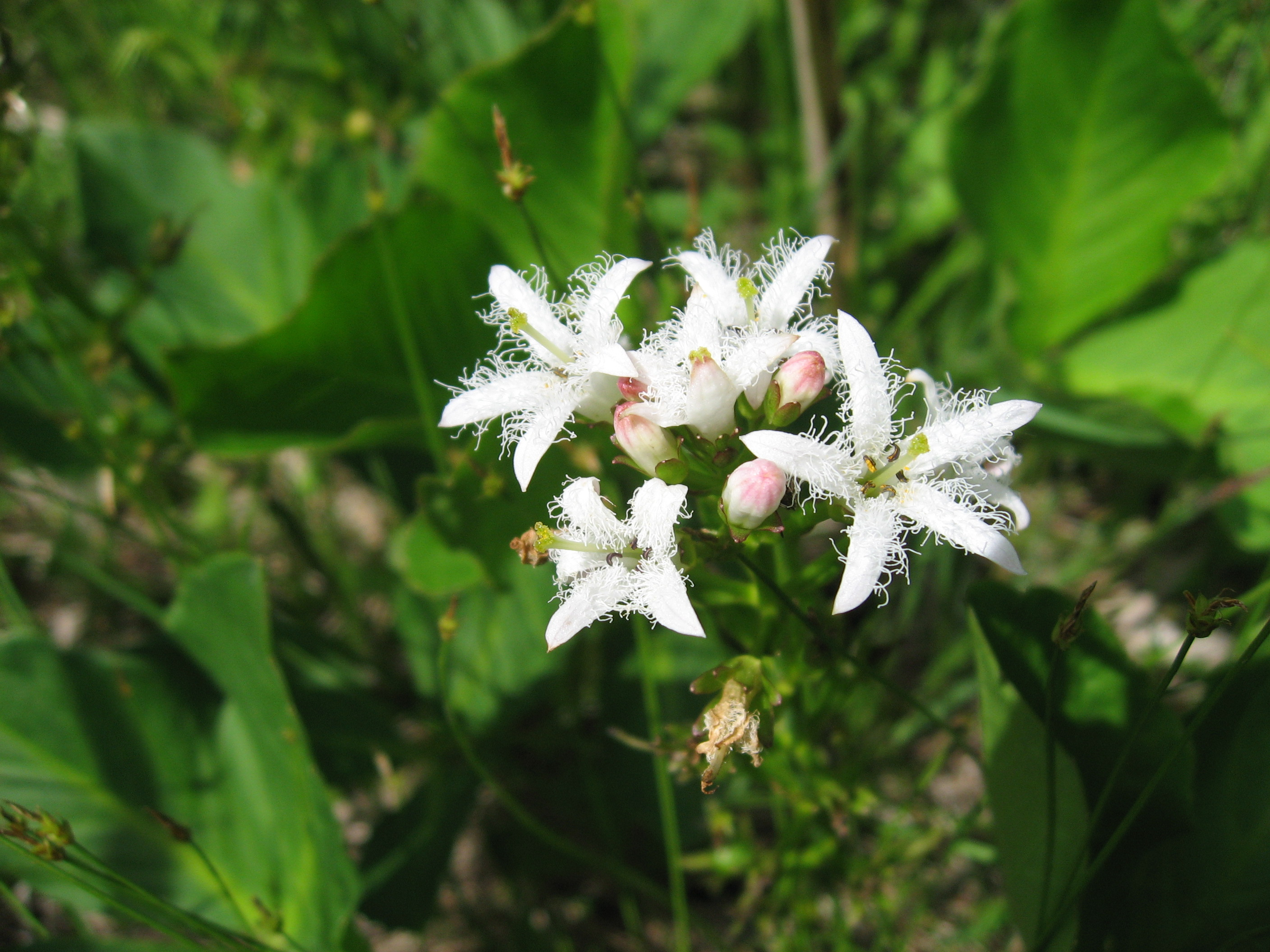
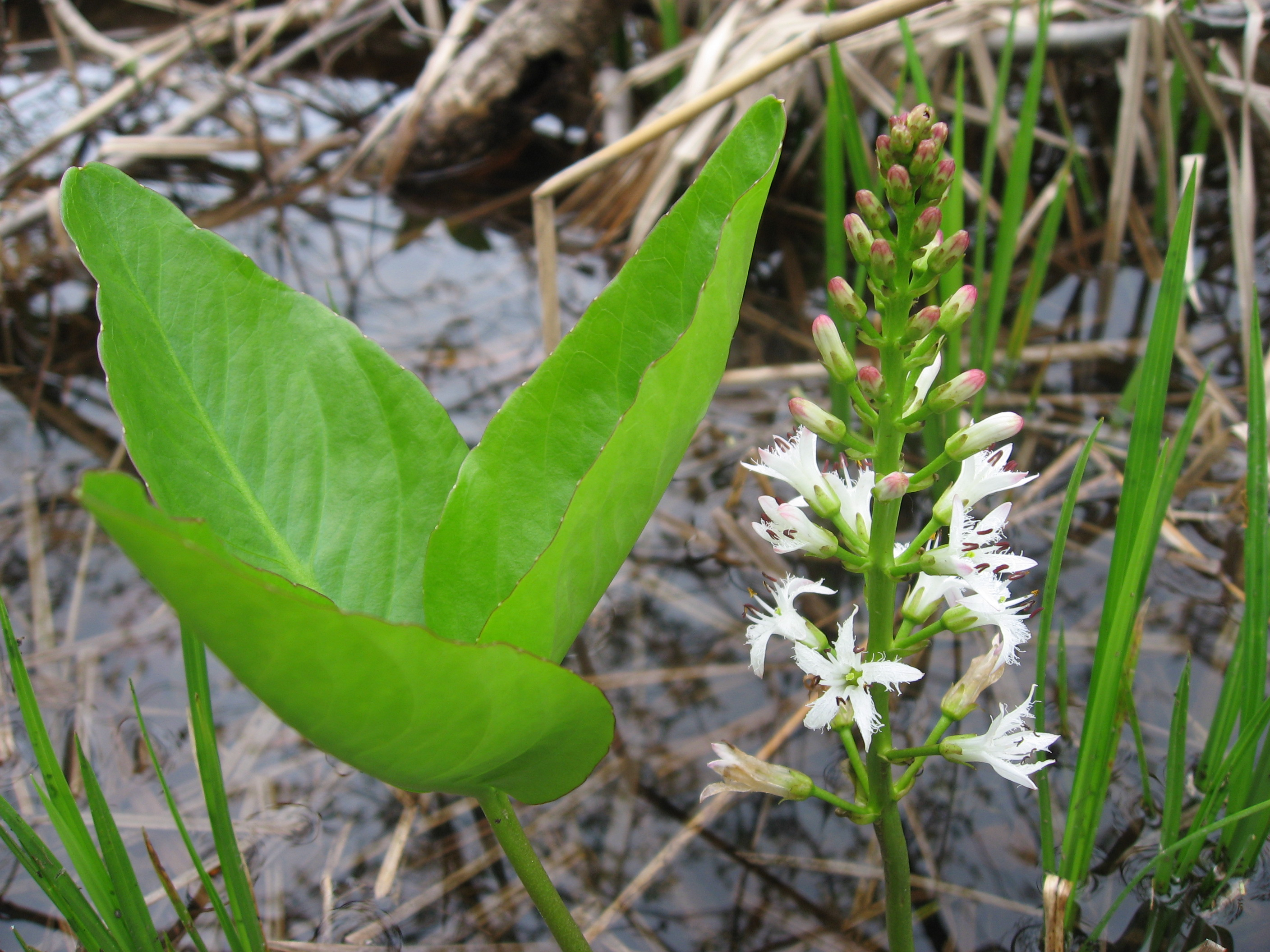